# Алберине-Казеле (Мантова)
Алберине-Казеле (итал. Alberine-Caselle) је насеље у Италији у округу Мантова, региону Ломбардија.
Према процени из 2011. у насељу је живело 21 становника. Насеље се налази на надморској висини од 20 м.